# Racing Club de Strasbourg Alsace
O Racing Club de Estrasburgo é um clube de futebol francês, com sede na cidade de Estrasburgo. Na Ligue 2 de 2016–17 ascendeu à Ligue 1, primeira divisão do futebol francês.
Em sua história, a equipe conquistou 14 títulos: a Ligue 1 de 1978–79, três edições da Ligue 2 (1976–77, 1987–88 e 2016–17), três Copas da França (1951, 1966 e 2001), três Copas da Liga (1997, 2005 e 2019), além de ter vencido três vezes a Liga de Futebol da Alsácia (1923, 1924 e 1926), uma edição da Copa Intertoto da UEFA (1995) e a Liga de Futebol da Dordonha em 1940.

## História
O RC Strasbourg foi fundado em 1906. Ao longo de sua história o clube teve várias denominações; a primeira de 1906 até 1919 chamou-se FC Neudorf; em 1919, trocou seu nome para RC Strasbourg Neudorf. A partir de 1940 até 1944 chamou-se Rasenport-Club Straßburg. Do período de 1970 até 1976 virou RC Strasboug-Pierrots. O clube virou profissional no ano de 1933.

### Profissionalização
Como muitos clubes da metade norte da França, o RC Strasbourg recusou o profissionalismo quando foi adotado em 1932. Um ano depois, o clube votou por grande maioria pela transição para o profissionalismo e, assim, participou do campeonato da Divisão 2 em 1933-1934. Racing agarrou o quarto lugar no Grupo Norte e venceu os play-offs de promoção para a primeira divisão. Pela primeira temporada na elite, em 1934-1935, o Racing foi vencedor do primeiro turno e terminou como vice-campeão, um ponto atrás do FC Sochaux. As temporadas seguintes são igualmente honrosas, com o Racing terminando sucessivamente em 3º, 6º, 5º e 10º em um campeonato de dezesseis clubes. O clube também alcançou a final da Copa da França pela primeira vez em 1937. Graças a uma vitória por 3-1 nas semifinais frente ao FC Rouen com um hat-trick de Oskar Rohr, permitindo-lhe desafiar o FC Sochaux na final, no Estádio Olímpico Yves-du-Manoir, em Colombes. Os Sochaliens vencem por 2-1.

No início da Segunda Guerra Mundial em setembro de 1939, os habitantes da cidade de Estrasburgo foram evacuados para o sul da França. O clube foi assim refundado por uma temporada em Périgueux sob o status de amador, e lá conquistou o título de campeão do Dordonha. Em 1940, a Alsácia é anexada ao Terceiro Reich e o clube é deslocado para a Gauliga Elsass, a competição alemã, jogando com o nome germanizado de Rasensportclub Straßburg. Durante esses anos, os clássicos contra o rival do Red Star Strasbourg, controlado pela Schutzstaffel (SS) e renomeado como Sportgemeinschaft der SS, leva a partida para uma marcha de combate patriótica.

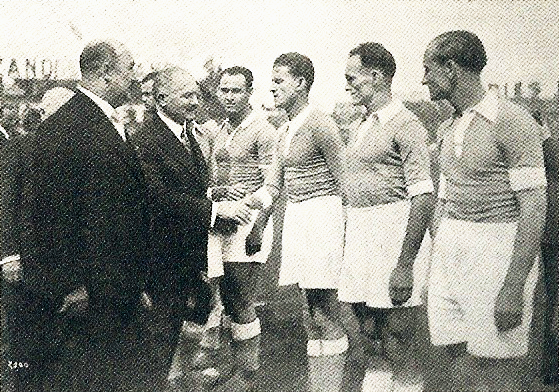
Time vice-campeão da Copa da França de 1937.

### Primeiros títulos e competições europeias
Em 1945, o clube retomou o nome de Racing Club de Strasbourg e voltou a participar do campeonato francês profissional. Embora contundido pelo conflito, o clube ficou em terceiro lugar no campeonato 1946-1947 e chegou à final da Copa da França naquele mesmo ano. Strasbourg acaba derrotado contra o atual campeão, Lille OSC. Quatro anos depois, o Racing conquistou seu primeiro título nacional ao derrotar o US Valenciennes-Anzin na final da Copa da França de 1951 com um placar de 3-0. Em seu retorno à Alsácia, os jogadores são celebrados por uma multidão exultante de 61.492 pessoas.
O primeiro grande desafio europeu do Racing data da Taça das Cidades com Feiras de 1964-1965. Frente ao Milan. O Racing venceu por 2-0 em La Meinau e uma derrota por 1-0 no San Siro. Contra o FC Barcelona, o RC Strasbourg empatou em La Meinau (0-0) e depois novamente no Camp Nou (2-2). A partida extra terminou com um empate (0-0) em Camp Nou e o Racing se classificou nos gols fora de casa. Nas quartas de final, os alsacianos perderam para o Manchester United (0-5 em seus dominios e depois 0-0 em Old Trafford).
Na edição 1965-1966 da Taça das Cidades com Feiras, o Racing enfrenta o AC Milan. Depois de uma vitória para cada equipe e um placar de 1-1 em uma partida extra, os franceses são eliminados pelo gol fora de casa.
Em 1966 Racing chegou à final da Copa da França pela quarta vez. Jogando contra o time que seria o futuro campeão francês, FC Nantes. O Racing frustra as probabilidades ao vencer o seu segundo troféu, com vitória por 1-0. No ano seguinte, na Taça das Taças da Europa, o clube eliminou o FC Steaua Bucareste antes de perder para o Slavia Sofia nas oitavas de final.
O RC Strasbourg fundiu-se em 1970 com o Pierrots de Strasbourg, bicampeão amador francês, para se tornar o Racing Pierrots Strasbourg-Meinau (RPSM). Alguns membros dos Pierrots, insatisfeitos com a fusão, recriaram um clube amador, enquanto o RPSM viu duas descidas na Divisão 2 em 1971 e 1976. Em 1977, o clube retomou o nome de Racing Club de Strasbourg e conquistou seu primeiro título da Divisão 2. Recém-promovido à Divisão 1, o Racing liderado por seu novo técnico Gilbert Gress terminou em um surpreendente terceiro lugar no Campeonato de 1977-1978 enquanto o AS Monaco, outro promovido, conquistou o título.

### Primeiro título francês
Na temporada seguinte, o Racing assumiu a liderança do campeonato após a quinta rodada e manteve-se, apesar da pressão de FC Nantes e AS Saint-Étienne. No último dia do campeonato, o time só precisava de um empate frente ao Olympique Lyonnais para garantir o título. O Racing vence por 3-0 e se torna campeão da França em 1979, com uma equipe bem regional: na segunda metade da partida contra o Lyon, o Racing tem em seu time títular nada menos que sete nativos da Alsácia, além do treinador.
O Racing conseguiu manter a sua classificação na temporada seguinte, terminando na quinta colocação do campeonato sem no entanto brigar pelo título nas rodadas finais. O título de 1979 permite ao RC Strasbourg qualificar-se para a Taça dos Clubes Campeões Europeus de 1979-80. Depois de eliminar os noruegueses do IK Start (vitória por 2 a 1 e 4 a 0), o Strasbourg perde por 1 a 0 na primeira mão da segunda rodada o campeão da Tchecoslováquia, o Dukla Praga. Na segunda mão, o Strasbourg venceu por 1-0 no tempo regulamentar e classificou-se ao marcar o segundo gol na Prorrogação. Jogando contra o prestigioso Ajax nas quartas de final, o Racing conseguiu um empate em La Meinau (0-0) antes de perder na volta (4-0) e deixar a competição.
Em 1980, profundas desavenças entre Gilbert Gress e o novo presidente André Bord, somadas a decisão de demitir o treinador após a partida diante do atual campeão, o FC Nantes, em 23 de setembro de 1980. Ao longo da partida, slogans hostis ao presidente são lançados e a derrota por 2 a 1 provoca tumultos sem precedentes em La Meinau: o estádio é saqueado e Gilbert Gress é carregado pela multidão. Os resultados desportivos deterioraram-se gradualmente e o Racing caiu para a divisão inferior em 1986. Depois de subir como campeão da segunda divisão da França em 1988, o Racing sofreu o rebaixamento novamente na temporada seguinte. Ele terminou três vezes consecutivas na segunda posição do campeonato e depois de falhar duas vezes nas acessões, voltou à Primeira Divisão em 1992 ao triunfar sobre o Stade Rennais, em dois jogos (0-0 e depois 4-1 em casa) diante de uma multidão que se aproximava dos 40.000 espectadores. 

### Declínio, falência e recomeço nas ligas amadoras
Em 1997, o município de Estrasburgo vendeu os 49% que detinha no capital do clube ao grupo de gestão desportiva International Management Group (IMG) e Patrick Proisy tornou-se o novo presidente do clube. Durante a primeira temporada 1997-1998, o RC Strasbourg teve uma boa participação na Copa da UEFA, classificando-se contra o Glasgow Rangers e o Liverpool. Na segunda rodada, bate por 2 a 0 a Inter de Milão de Ronaldo no estádio La Meinau, mas é eliminado desta competição depois de uma derrota por 3-0 na segunda mão, na Itália. Em 2001 e após duas temporadas na liga, o Strasbourg consegue vencer a Copa da França, mas cai para a segunda divisão. As relações entre o dono do clube e os torcedores são cada vez mais complicadas e o clube tem de abandonar por algum tempo o nome “Racing club de Strasbourg” na sequência de um conflito com o Racing Omnisports, detentor do número de acreditação da federação. Depois de um retorno para a primeira divisão em 2002, a IMG vende o clube para investidores locais em 2003.
A partir de 2009, o Strasbourg viveu um declínio que culminaria com seu rebaixamento ao Championnat National, correspondente à terceira divisão francesa, após sofrer onze derrotas consecutivas - maior sequência obtida por uma equipe francesa desde o pós-guerra.

Se não bastasse a péssima campanha na Ligue 2 de 2009-10, problemas internos atingiam o cotidiano do clube, que flertou o retorno à Segunda Divisão francesa na temporada seguinte, mas acabaria ficando em quarto lugar (atrás do Guingamp, o último entre os três promovidos).

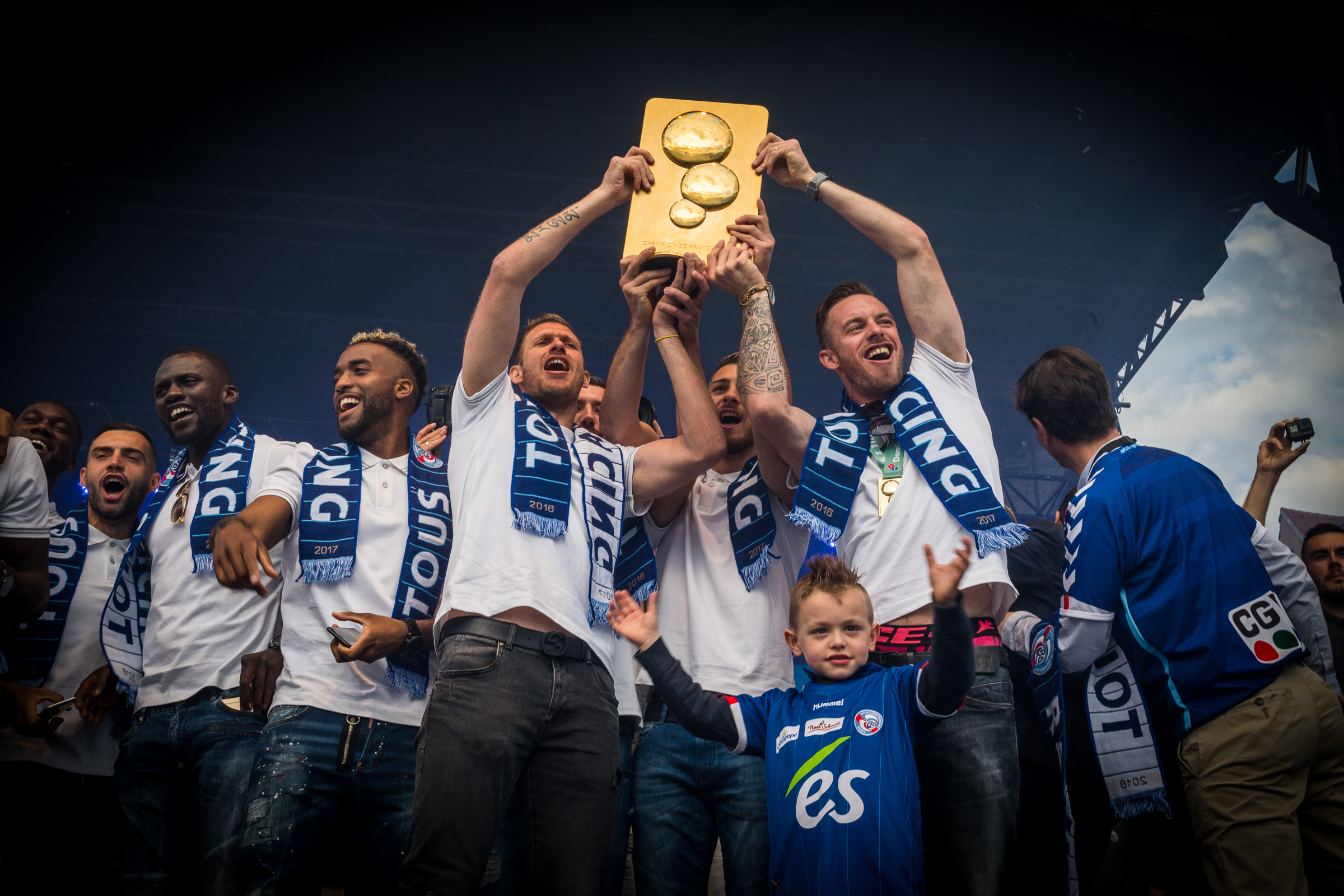
Campeões da Ligue 2.

Em 2011, o Strasbourg, às voltas com gravíssimos problemas financeiros, entrou em liquidação no mês de julho, o que culminaria com sua exclusão do Championnat National, tendo sua vaga cedida ao Association Sportive de Cherbourg Football. Após longas negociações com a Federação Francesa de Futebol, o Strasbourg foi incorporado ao CFA-2 (quinta divisão), no Grupo C, e mudando seu nome para Racing Club de Strasbourg-Alsace. Em sua única temporada neste campeonato, o clube conquistou o acesso, marcando cem pontos em seu grupo.

### Retorno
O 27 de maio de 2016 o RC Strasbourg obteve sua adesão à Ligue 2 e recuperou o status profissional cinco anos após entrar com pedido de falência.

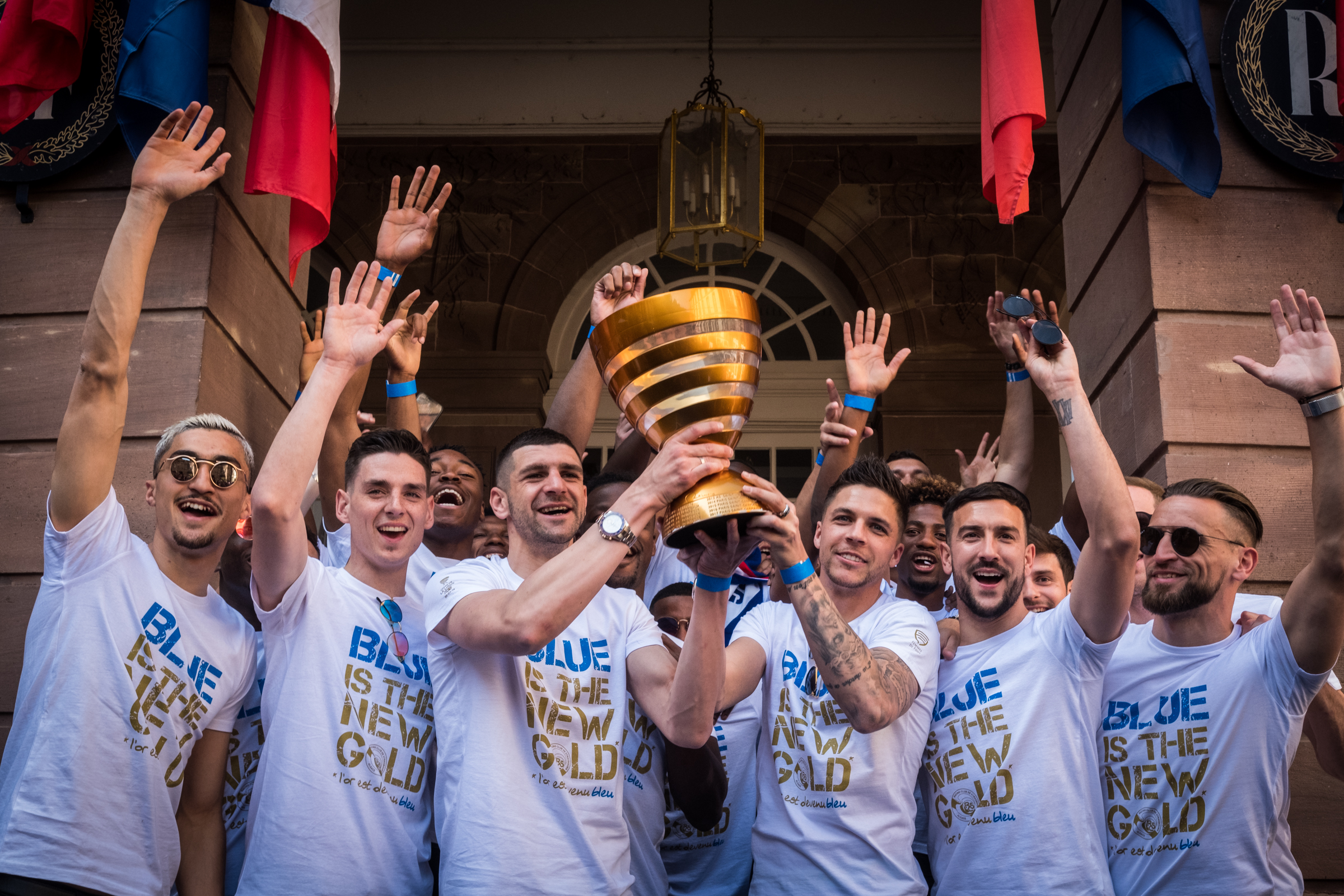
Jogadores celebram o título da Copa da Liga Francesa.

O clube, apesar de anunciar a manutenção como objetivo principal, terminou campeão e foi promovido à Ligue 1 na última rodada de um campeonato bastante disputado. Assim, conseguindo uma dupla escalada, do Nacional para a Ligue 1.
O 30 de março de 2019, O RC Strasbourg vence a Copa da Liga pela terceira vez em sua história, derrotando nos pênaltis o EA Guingamp por 4-1 nos pênaltis, após um empate sem gols no tempo normal. O RC Strasbourg se classifica para a segunda rodada preliminar da Liga Europa de 2019-20.
Seu presidente é Marc Keller, ex-jogador do clube e com passagens pela Seleção Francesa.

## Estádio
O RC Strasbourg realiza suas partidas no Stade de la Meinau, praça de esportes inaugurada em 1914 e que abrigou jogos da Copa de 1938 e da Eurocopa de 1984. Sua capacidade chegou a superar 45 mil lugares, mas por questões de conforto e segurança, foi reduzida. Atualmente o estádio possui capacidade para receber 29.230 pessoas.

## Elenco atual
Última atualização: 27 de julho de 2025

## Títulos
| Continentais | Continentais                  | Continentais | Continentais                        |
|              | Competição                    | Títulos      | Temporadas                          |
| ------------ | ----------------------------- | ------------ | ----------------------------------- |
|              | Copa Intertoto da UEFA        | 1            | 1995                                |
| Nacionais    |                               |              |                                     |
|              | Competição                    | Títulos      | Temporadas                          |
|              | Campeonato Francês            | 1            | 1978-79                             |
|              | Copa da França                | 3            | 1950-51, 1965-66 e 2000-01          |
|              | Copa da Liga Francesa         | 4            | 1963-64, 1996-97, 2004-05 e 2018-19 |
|              | Campeonato Francês - Ligue 2  | 3            | 1976-77, 1987-88 e 2016-17          |
|              | Campeonato Francês - National | 1            | 2015-16                             |